# شوربة يايلا
شوربة يايلا (تعني 'حساء المرتفعات')، وتعرف أيضًا باسم يوغورتلو تشورباسي (حساء الزبادي)، هو حساء تركي يعتمد على الزبادي، يتم طهيه مع مجموعة متنوعة من الأعشاب (مثل النعناع، الرجلة، البقدونس وغيرها)، بالإضافة إلى الأرز وأحيانًا الحمص. توجد له نسخ مختلفة في جميع أنحاء منطقة الشرق الأوسط. يُعد هذا الحساء أحد الأطباق الأساسية في المطبخ التركي، لا سيما في المناطق الريفية.

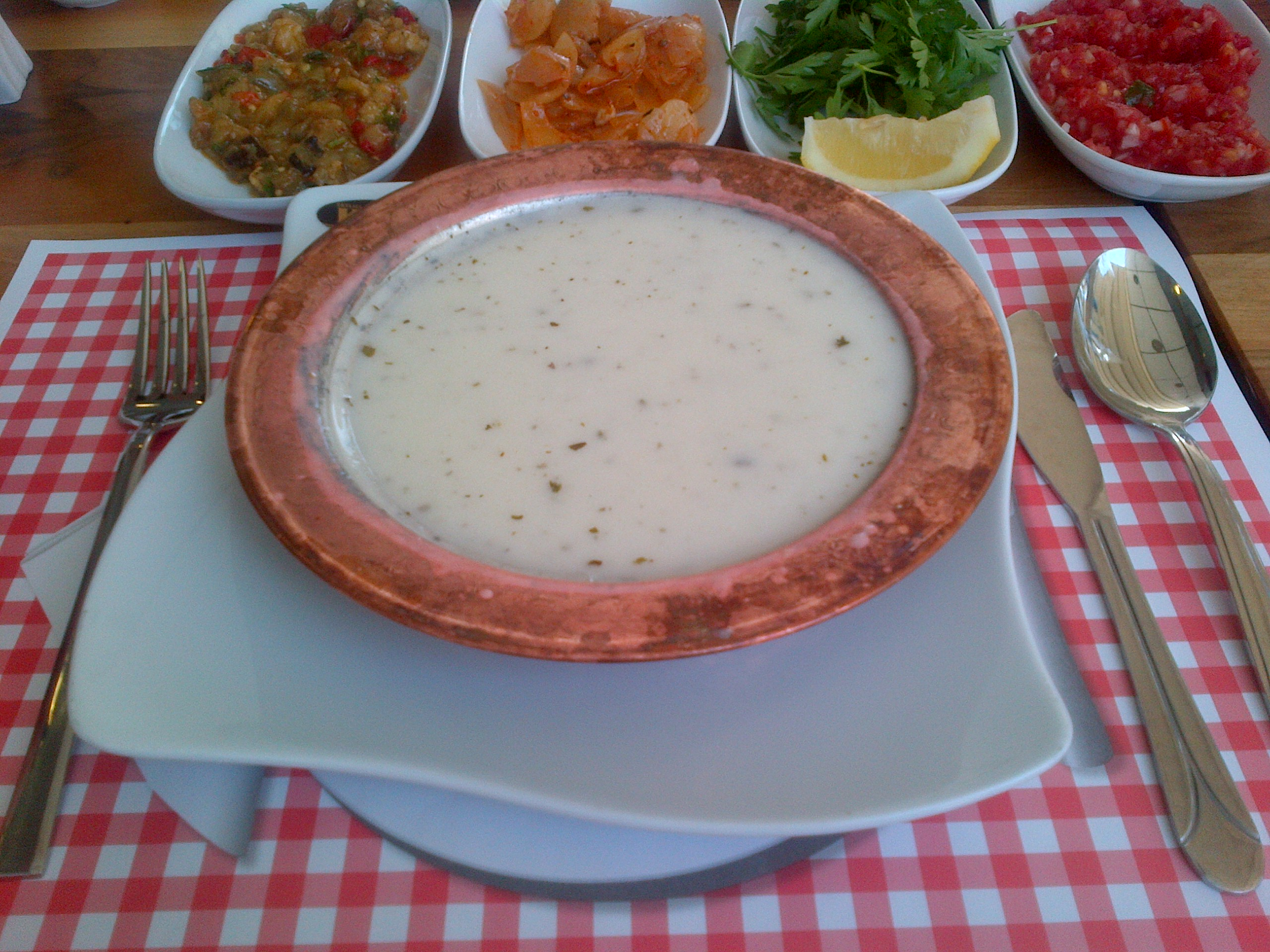
شوربة يايلا في مطعم في أنقرة-تركيا

## طريقة التحضير
فيما يخص طريقة التحضير، يتم خفق الزبادي مع البيض والطحين ثم إضافة الماء أو المرقة تدريجيًا. يُضاف الأرز ويُطهى حتى ينضج تمامًا، وفي النهاية تضاف الأعشاب مثل النعناع المجفف. يُمكن تقديم الحساء مع قليل من الزبدة المذابة الممزوجة بالنعناع أو رقائق الفلفل الأحمر لإضفاء نكهة إضافية.

## الاختلافات
بينما يشمل الوصفة التقليدية لشوربة يايلا الزبادي والأرز والأعشاب، تختلف الوصفة باختلاف المناطق؛ حيث تضيف بعض المناطق الحمص أو الطحين أو البيض لإعطاء الحساء قوامًا أكثر كثافة. كما يُستخدم السبانخ والرجلة في بعض الأحيان. ولا يقتصر انتشار هذا الحساء على تركيا فقط، بل له نظائر في دول مجاورة مثل العراق وإيران وأرمينيا، حيث يُعرف بأسماء مختلفة مثل بوشالا.

## الفوائد الصحية
تحتوي شوربة يايلا على العديد من الفوائد الصحية المتعددة نظرًا لمكوناتها الغنية. فالزبادي، الذي يُعد المكون الرئيسي، يحتوي على البروتينات التي تعزز من بناء العضلات والأنسجة، وهو أيضا غني بالكالسيوم الذي يساهم في تعزيز صحة العظام والأسنان. كما يحتوي على فيتامينات مثل فيتامين ب12 الضروري لصحة الأعصاب والدماغ.
إلى جانب الزبادي، يحتوي الحساء على النعناع والبقدونس اللذين لهما خصائص مضادة للأكسدة، مما يساعد على حماية الجسم من الالتهابات. كما يساهم النعناع في تهدئة الجهاز الهضمي، في حين أن البقدونس يُعرف بخصائصه المدرة للبول، مما يساعد في تنقية الجسم من السموم.
يُضاف الأرز إلى الشوربة لتكون مصدرًا للكاربوهيدرات، مما يمنح الجسم طاقة مستدامة، وهو ما يجعله وجبة مثالية خاصةً في الأوقات التي يحتاج فيها الجسم إلى دفعة طاقة إضافية، كما في أيام الشتاء الباردة.